# Mónica Calle
Mónica Calle (Madrid, 5 de Setembro de 1966) é uma actriz e encenadora portuguesa, premiada pela Sociedade Portuguesa de Autores e pela  Associação Portuguesa de Críticos de Teatro.

## Percurso
Os criadores que mais marcaram a sua trajectória no teatro foram Pina Bausch (coreógrafa) e Tadeusz Kantor (encenador e teórico).
Em 1992 funda o grupo de teatro Casa Conveniente. O primeiro espetáculo foi "Virgem Doida". "Menina Júlia", "Jogos de Noite" e Os "Dias que nos Dão", de Luís Fonseca, e "Os Paraísos do Caminho Vazio de Rosa", de Liksom, marcaram a primeira década do grupo de teatro.
A Mónica Calle e ao dramaturgo Luís Fonseca juntaram-se mais tarde as atrizes Mónica Garnel e Ana Ribeiro e espetáculos como "Bar da Meia-Noite", "Três Irmãs - Que Importância é Que Isto Tem?" e "Um Dia Virá".
Em 2003 foi nomeada como melhor atriz de teatro nos Globos de Ouro. Em 2005 é nomeada como melhor atriz de cinema nos Globos de Ouro (SIC/Caras) pelo filmeA Costa dos Murmúrios.
Em 2010 fez O Filme do Desassossego, de João Botelho e em 2011 a curta-metragem A Divisão Social do Trabalho Segundo Adam Smith, realizada por Fátima Ribeiro. Foi nomeada para a XVII Gala dos Globos de Ouro, em 2012, pelo papel desempenhado na peça Recordações de uma Revolução, da Casa Conveniente.
Em 2015 entra no filme Cinzento e Negro de Luís Filipe Rocha. Por esse papel foi nomeada aos Prémio Autores, CinEuphoria, Prémios Aquila e Globos de Ouro.
Em 2017 estreia-se no Teatro Nacional D. Maria II, com a peça "Ensaio para uma Cartografia". Regressa à televisão na telenovela "Paixão" da SIC.

## Televisão
Fez parte do elenco de: 
| 1999/2000 | A Lenda da Garça | Telenovela | RTP | [ 3 ] |
| 2009/2010 | Ele é Ela        | Série      | TVI | [ 3 ] |
| 2012      | Maternidade      | Série      | RTP |       |
| 2016      | Os Boys          | Série      | RTP | [ 4 ] |
| 2017      | Paixão           | Telenovela | SIC |       |

## Filmografia
No cinema participou em longas e curtas-metragens: 
- 1990 - O Pomar, curta-metragem de Luis Fonseca
- 1992 - Lumen, curta-metragem

- 1993 - Aqui na Terra, de João Botelho
- 1994 - Casa de Lava, de Pedro Costa
- 1994 - Fado Majeur et Mineur, de Raúl Ruiz
- 1999 - Chuva, curta-metragem, de Luis Fonseca [7]
- 1999 - Golpe de Asa, curta-metragem
- 2003 - Nós, de Cláudia Tomaz
- 2003 - Antes Que o Tempo Mude, de Luis Fonseca
- 2004 - A Costa dos Murmúrios, de Margarida Cardoso
- 2006 - Absurdistant, de Veit Helmer
- 2007 - Sombras, Um Filme Sonâmbulo, filme de João Trabulo baseado na vida de Teixeira de Pascoaes [8]
- 2008 - Corações Plásticos, curta-metragem de Sérgio Braz d'Almeida [9]
- 2008 - Veneno Cura, de Raquel Freire
- 2010 - Filme do Desassossego, de João Botelho
- 2010 - Insert, curta-metragem de Filipa César e Marco Martins
- 2011 - A Divisão Social do Trabalho: Adam Smith, curta-metragem de Fátima Ribeiro [10]
- 2012 - Esta Casa Ainda Existe, curta-metragem
- 2015 - Cinzento e Negro, de Luis Filipe Rocha
- 2016 - Morning Interim, curta-metragem de João Paulo Simões [11]
- 2017 - Maria, curta-metragem de  Luís Fonseca

## Teatro
Em teatro tem trabalhado como actriz e encenadora em várias peças:
- 1992 - Virgem Doida, encenação de Amadeu Neves
- 1994 - Jogos de Noite, encenada por ela
- 1997 - Crónicas (CCB) encenada por ela, a partir de um texto de António Lobo Antunes [12]
- 1998 - Os Paraísos do Caminho Vazio" (Culturgest), encenada por ela, texto de Rosa Liksom
- 1999 - Os dias que nos dão, de Luís Fonseca, encenada por ela
- 2000 - Bar da meia noite, encenada por ela a partir de textos de Fiama Hasse Pais Brandão
- 2001 - As lágrimas amargas de Petra von Kant, texto de R.W. Fassbinder, encenada por ela [13]
- 2002 - Três Irmãs  que importância é que isto tem?, encenada por ela a partir de textos de Tchékhov [12]
- 2003 - Un dia Virá, estreada no CCB, foi encenada por ela a partir de Beckett [14]
- Luz Interior, de Mónica Calle em co-criação com Rita Só e Carlos Pimenta, a partir de textos de Peter Handke [15]
- 2006 - Lar Doce Lar, no Festival WAY que decorreu no LUX em Lisboa [16]
- 2007 - Este é o meu corpo, A Última Gravação de Krapp, Calle não só encenou como também intrepretou e desenhou o cenário e figurinos deste monólogo [17]
- 2010 - Inferno, a partir de textos de August Strindberg [12]
- 2012 - Recordações de uma Revolução, a partir da peça A Missão de Heiner Müller [18][19]
- 2013 - Os Meus Sentimentos, criada a partir de textos de Dulce Maria Cardoso [20][21]
- 2017 - Ensaio para uma Cartografia, espectáculo criado por Calle que se inspirou no texto de Bertolt Brecht, Os sete pecados mortais dos pequenos burgueses [22]
- 2021 - A Carta [23][24]
- 2021 - O Escuro que te Ilumina ou as Últimas Sete Palavras de Cristo [25]
- 2021 - Noite Fechada, criada a partir de textos de Edgar Alan Poe e  Fiama Hasse Pais Brandão [26]

## Prémios
- 1993 - Se7e de Ouro Revelação de Teatro (jornal Se7e)
- 1993 - Prémio Actriz Revelação da Associação Portuguesa de Críticos de Teatro (APCT) por "Virgem Doida"
- 2005 - Menção Especial da APCT por "Luz/Interior".
- 2010 - Menção Especial da APCT à Casa Conveniente pelo trabalho desenvolvido ao longo de 2009.
- 2012 - Prémio Autores SPA na categoria Teatro: Melhor espetáculo por Recordações de uma Revolução. [27]
- 2012 - Menção Especial da APCT à Casa Conveniente pelo Ciclo Heiner Müller 2011. [27]
- 2014 - Menção Especial "Os meus sentimentos" pela Associação Portuguesa de Críticos de Teatro
- 2017 - Prémio Maria Isabel Barreno - Mulheres Criadoras de Cultura atribuído pelo Estado português.[28]